# Salitre (película)
Salitre es una película en blanco y negro de Argentina dirigida por Carlos Rinaldi sobre el guion de Hugo Moser según la novela de Diego Newbery que se estrenó el 16 de abril de 1959 y que tuvo como protagonistas a Enzo Viena, Edda Vermond, Corrado Corradi, Susana Mayo y Mario Savino.

## Sinopsis
Una pareja joven cumple su sueño de instalarse en el Alto Valle de Río Negro para levantar una plantación y allí lucharán contra la dureza del clima y del suelo.

## Reparto
- Enzo Viena
- Edda Vermond
- Corrado Corradi
- Susana Mayo
- Mario Savino

## Comentarios
Tulio Carella comentó :

”El vigor es tan extremado que resulta contraproducente para el film en algunos momentos. Pero tiene un sentido plástico encomiable.”

Por su parte el El Heraldo del Cinematografista dijo :

”Elno muy corto relato está hecho más a través de una recitación elemental que de hechos dramáticos, carece de contrastes y no llega a cobrar brío ni vida.”